# The Horns of Elfland
The Horns of Elfland é uma antologia de fantasia de 1997 editada por Ellen Kushner, Delia Sherman e Donald G. Keller.

## Background
The Horns of Elfland foi publicado pela primeira vez em abril de 1997 pela Roc Books em formato de brochura. Foi indicado ao prêmio Locus Awards de 1998 de melhor antologia, terminando em oitavo lugar entre 17. The Horns of Elfland apresenta 15 histórias de 15 autores. Uma das histórias, "Merlusine" de Lucy Sussex, ganhou o Prêmio Aurealis de 1997 de melhor conto de fantasia. "Audience" de Jack Womack foi um dos indicados da lista restrita do World Fantasy Awards de 1998, mas perdeu para "Dust Motes" de PD Cacek. "Flash Company" de Gene Wolfe ficou em 17º lugar no Locus Awards de 1998 como melhor conto e "The Drummer and the Skins" de John Brunner empatou em sexto lugar na Interzone Poll de 1997.

## Conteúdo
- Agradecimentos de Ellen Kushner
- Introdução por Donald G. Keller
- "Solstice", conto de Jennifer Stevenson
- "The New Tiresias", romance de Doris Egan (como Jane Emerson)
- "Josh and the Fairy Melodeon Player", conto de Gus Smith
- "Audience", conto de Jack Womack
- "The Bellcaster's Apprentice", romance de Elizabeth E. Wein
- "Sacred Harp", conto de Delia Sherman
- "Done by the Forces of Nature", romance de Ray Davis
- "Acolytes", conto de Michael Kandel
- "Flash Company", conto de Gene Wolfe
- "Merlusine", romance de Lucy Sussex
- "The Drummer and the Skins", romance de John Brunner
- "Aïda in the Park", romance de Susan Palwick
- "Brandy for the Damned", conto de Roz Kaveney
- "The Color of Angels", romance de Terri Windling
- "The Death of Raven", conto de Ellen Kushner
- Biografias dos autores